# 秋田県立男鹿工業高等学校
秋田県立男鹿工業高等学校（あきたけんりつ おがこうぎょうこうとうがっこう）は、秋田県男鹿市船越字内子に所在する公立の工業高等学校。1981年創立。ラグビーの強豪校として知られている。

## 設置学科
- 機械科
- 電気電子科
- 設備システム科

## 交通手段
- JR東日本・男鹿線 船越駅下車。徒歩20分。

## 出身者
- 半田航也 (サッカー選手)
- 鎌田斗来 (サッカー選手)
- 吉元悠 (バスケットボール選手)
- 加藤昭仁 (ラグビー選手)
- 松井康輔 (ラグビー選手)
- 相原汰郎 (ラグビー選手)